# Anarquismo insurreccionalista
El anarquismo insurreccionalista es una teoría y práctica revolucionaria que emerge dentro de sectores anarquistas en las últimas décadas del siglo XX que pone énfasis en la necesidad del ataque hacia las infraestructura del Estado y el Capital como puesta en práctica de la rebelión y liberación del individuo. La insurrección implica desde formas diarias de comportamiento antisistémico hasta la insurrección de masas generalizada. Rechaza a la creación y participación en organizaciones formales permanentes y enfatiza la espontaneidad y el informalismo en la lucha que se manifiesta en grupos de afinidad.
El anarquismo insurrecionalista contemporáneo hereda los puntos de vista y las tácticas del anarcocomunismo antiorganizacional y el ilegalismo.

## Teoría e historia
El anarquismo insurreccionalista contemporáneo es heredero del antiorganizacionismo italiano y del ilegalismo francés de inicios del siglo XX. El concepto de propaganda por el hecho y la confrontación son las prácticas usuales del "anarquismo insurreccionalista" al afirmar que actuar de forma violenta contra los sistemas de dominación puede influir a otros para que decidan actuar contra lo que los oprime y, si se dan las circunstancias, este efecto puede llegar a desembocar inclusive en una insurrección generalizada. Tal reacción en cadena de la desobediencia y la rebelión no necesitaría de entidades o proyectos políticos que la organicen para poder enfrentarse a sus enemigos, a los que señala como más violentos que ellos.
Esta tendencia surge teóricamente en Italia de los años 1980s, inspirada en las experiencias subversivas de la década anterior (1970s) en que se vivió un clima de densa agitación política. Su principal figura es Alfredo M. Bonanno. Algunos de sus partidarios ven un precedente a sus ideas en los actos violentos de algunos anarquistas de los albores del siglo XX, a través de la propaganda por el hecho o de la expropiación individual.
Esta tendencia presenta algunas influencias individualistas, aunque también puede ser considerado como parte del anarquismo post-izquierda. Conciben las relaciones individuales sobre la base de grupos de afinidad, que no sacrifiquen la autonomía individual, autodefiniéndose como “un movimiento colectivo de realización individual”. Otros autores insurreccionalistas son Wolfi Landstreicher, Constantino Cavalleri, Gustavo Rodríguez y Killing King Abacus. El individualismo insurreccionalista reciente ha recibido influencias de la crítica posmoderna a la modernidad; a su vez, realiza una crítica a las organizaciones permanentes en el anarquismo clásico y el anarcosindicalismo
El insurreccionalismo se ha desarrollado principalmente en Italia, España, Grecia, Chile y Estados Unidos, y ha adquirido cierta notoriedad por algunas acciones directas violentas en Europa y América, y por la participación disruptiva en el movimiento antiglobalización.

## Crítica
El insurreccionalismo surgió justamente al cuestionar el anquilosamiento de las organizaciones anarquistas clásicas a mediados de los años 1980s y principios de los 1990s, por lo que apelaron a la informalidad organizativa para superarla; esta informalidad se enfatiza de tal manera que muchas veces pueden ser consideradas exageradas para otras organizaciones anarquistas, quienes también cuestionan el "culto a la clandestinidad" de ciertos grupos insurreccionalistas a quienes tachan de extremistas o faltos de proyección.